# Лобное место
Ло́бное ме́сто — памятник средневекового русского зодчества, расположенный в Москве на Красной площади. Созданный, предположительно, в XVI веке, до 1917 года использовался при совершении крестных ходов в дни православных праздников, а также для публичного оглашения царских указов. Выражение «лобное место» часто используется в значении «эшафот»:
А ты сам ступай, детинушка,
На высокое место лобное,
Сложи свою буйную головушку.
Я топор велю наточить-навострить,
Палача велю одеть-нарядить...

## Этимология
Изначально термин «Лобное место» появился в русском переводе Евангелия от Иоанна: «И, неся крест свой, Иисус Христос вышел на место, называемое Лобное, по-еврейски „Голгофа“». Это определение использовалось при описании Храма Гроба Господня в памятнике паломнической литературы XII века «Житие и хождение игумена Даниила из Русской земли».
Согласно мнению современных исследователей, идея возведения Лобного места в Москве принадлежала митрополиту Макарию. Концепция предполагала возведение на Красной площади комплекса, центром которого был Покровский собор, символизировавший Небесный Иерусалим. Это предположение подтверждается тем фактом, что в XVII веке храм иногда называли Иерусалимским, а Спасские ворота — Иерусалимскими.
Точная дата строительства Лобного места неизвестна. В летописях оно впервые упоминается в 1549 году, когда молодой царь Иван IV воспользовался площадкой для публичного обращения к выборным Земского собора, при этом формально царь свою речь адресовал митрополиту Макарию.
Впоследствии Лобное место использовалось во время христианского обряда Шествие на осляти, которое проходило в праздник Входа Господня в Иерусалим. В записках иностранцев существуют многочисленные описания церемонии. Станислав Немоевский, приехавший в столицу в 1606 году, пишет об этом как об устоявшейся традиции: «в ночь на Вербное воскресенье великий князь [царь] пешком, по обязанности, ведет коня под митрополитом [патриархом], и отсюда уже тот благословляет народ».
Церемония до упразднения по решению Собора 1678 года считалась крупным событием столичной жизни. Причём посещать торжество в обязательном порядке должны были представители дипломатических миссий. Символом монаршей милости считалась передача посланникам праздничных блюд с царского стола. Примечательно, что в 1661 году вынужденными свидетелями церемонии стали польские аристократы, попавшие в плен в ходе Тринадцатилетней войны, и пребывавшие в московской тюрьме. Хотя царь не одарил пленников угощениями, он через Артамона Матвеева справился об их здоровье.

## Расположение и первое упоминание
Лобное место находится напротив Спасской башни у Покровского собора и представляет собой круглый в плане каменный помост диаметром 13 м и высотой 1 м с каменным парапетом. Изначально Лобное место было создано из кирпича, в 1599 году в правление Бориса Годунова перестроено в камне и окружено решёткой. В то же время рядом была установлена на деревянном лафете Царь-пушка. Факт её нахождения на площади подтверждён в описании шведского посланника Станислава Немоевского, который прибыл в Москву в 1606 году: «Вблизи… стоит большое и длинное орудие, в котором рослый мужчина может сесть, не сгибаясь, я сам это испытал». Также изображения Царь-пушки задокументированы в гравюрах и рисунках европейских путешественников XVII века. Нынешний вид Лобное место приобрело после реставрации 1786 года.
Самое раннее из известных изображений Лобного места относится ко времени правления Михаила Фёдоровича в альбоме Адама Олеария 1638 года. В 1659 году во втором томе «Космографии Блау» была опубликована подробная карта Москвы с перечислением основных достопримечательностей города. Под № 3 указано «Nalobnemeest», что является транслитерацией термина «Лобное место», в то время как в предыдущих документах иностранцы называли эту площадку «Theatrum Proclamationum», то есть «площадь для объявлений».

## История

### Смутное время
Значение Лобного места в политической жизни России кардинально изменилось в Смутное время. Со смертью Федора Иоанновича, последнего царя из династии Рюриковичей, различные партии использовали место для организации толпы. На большом пространстве площади можно было собрать тысячи горожан, чтобы направить их непосредственно в царские покои.
Первым крупным событием Смуты, происходившем на Лобном месте, стало обращение Лжедмитрия I. 1 июня 1605 года его зачитали Гаврила Пушкин и Наум Плещеев. В своем письме самозванец обвинял Бориса Годунова в покушении на царевича Дмитрия, а наследника престола Федора II объявлял изменником. Лжедмитрий I обещал предоставить воеводам новые вотчины, дворянам — оказать царскую милость, московским купцам — обеспечить налоговые льготы, а «всему православному христианству» гарантировал мирную жизнь. Когда посланники дочитали обращение, москвичи «возрадовались тому великой радостью, Богу воссылая славу, и был в них шум великий и клич, и было не разобрать, кто что говорит». После этого экзальтированная толпа ринулась в Кремль. Фёдор Годунов, его мать и ближайшие сподвижники были арестованы. В тот же день в Москве начались грабежи в домах политических соратников свергнутого царя.
20 июня 1605 года Лжедмитрий I приблизился к Москве. Его встретили на окраине города представители городской аристократии, а у Лобного места «спасённого царя» ждали горожане. Приблизившись к толпе, самозванец «сошел с коня и пришел к крестам, и повелел начать петь молебны, а те латыне литва сидели и трубили в трубы и били в бубны». Затем новый «царь» отправился в Кремль, а Богдан Бельский в сопровождении князей и бояр вышел к стоявшей на площади толпе. С Лобного места он произнес торжественную речь, в которой благодарил Бога за чудесное спасение царя.
Менее чем год спустя толпа разгневанных москвичей убила Лжедмитрия I, после чего началось истребление его сподвижников, в первую очередь — из числа польско-литовской аристократии. 28 мая 1606 года, на следующий день после переворота и массовых убийств, тела растерзанных иностранцев стали сбрасывать на Лобное место. По воспоминаниям поляка-современника, трупы лежали в течение трёх дней.
Вскоре царём был «избран» Василий Шуйский. Для легитимации своей власти он тоже обратился с Лобного места к народу, собравшемуся на Красной площади. Новое правительство предприняло усилия, чтобы развенчать культ самозванца. План удался, поскольку был найден архив Лжедмитрия I, включающий письма на польском языке, написанные Юрию Мнишку. Документы были в срочном порядке переведены на русский язык, а затем публично зачитаны с Лобного места.
В последующие годы экономическое и политическое положение в стране усугублялось, что привело к появлению Лжедмитрия II. Даже имея многочисленное войско, новый самозванец не смог войти в Москву, хотя и пытался штурмом взять город. В разгар военного противостояния в 1608 году группа московских заговорщиков, среди которых был князь Роман Гагарин, попыталась свергнуть Василия Шуйского. Они также пытались использовать Лобное место, приведя туда патриарха Гермогена и надеясь получить его благословение. Но архиерей не стал с ними сотрудничать. Бояре тоже не проявили сочувствия к мятежникам. Гагарин и его сторонники направились к царю, но их сил было недостаточно, чтобы прорваться во дворец. Попытка переворота провалилась и заговорщики уехали в Тушино, где находилась ставка Лжедмитрия II.
27 июля 1610 года Захарий Ляпунов, сговорившись с князем Голицыным о свержении Василия Шуйского, вышел на Красную площадь в сопровождении Ивана Салтыкова и некоего дворянина Хомутова. Они поднялись на Лобное место и потребовали прихода патриарха и думных бояр, «а как стечение народа было столь велико, что он не мог поместиться на оной площади, то вышеупомянутые Ляпунов, Хомутов и Салтыков закричали, чтобы все шли в поле за город, и, вышедши за заставу, там отрешили от власти Шуйского».
Последний этап Смуты показывает важность Лобного места в народном сознании. В ноябре 1612 года после продолжительной осады нижегородское ополчение освободило Московский Кремль от поляков. 27 ноября два крестных хода во главе с Мининым и Пожарским двинулись с разных сторон к Китай-городу. Оба шествия объединились у Лобного места, где троицкий архимандрит Дионисий провел молебен. Оттуда процессия отправилась на Соборную площадь Кремля.
21 февраля 1613 года Земский собор принял решение о выборе нового царя. В этот день Лобное место в последний раз использовали при получении народного одобрения. Архиепископ Феодорит и боярин Василий Морозов спросили у людей, собравшихся на Красной площади, кому быть царём. Толпа выразила поддержку Михаилу Федоровичу Романову. Несколько дней спустя там же прошел обряд крестоцелования: так бояре и казаки присягнули новому монарху, который на тот момент находился в Костроме.

### Стрелецкий бунт 1682 года
Основные события Стрелецкого бунта 1682 года разворачивались в Кремле, но тела приближённых к Нарышкиным аристократов мятежники вытащили 15 мая на Красную площадь и бросили рядом с Лобным местом. Несколько месяцев спустя стрельцы, желая оправдать совершенное преступление, добились разрешения на установку неподалёку от Лобного места гражданского памятника (первого в России). Это был деревянный четырёхугольный столп, на вершину которого водрузили медные таблички с именами убитых бояр и описанием их несправедливостей по отношению к стрельцам. К осени правительство царевны Софьи решило избавиться и от зачинщиков мятежа, и от напоминания о кровавых событиях, поэтому уже 2 ноября 1682 года столп был демонтирован.
В ходе бунта также была предпринята попытка использовать Лобное место для консолидации сил московских раскольников. После окончания военного мятежа среди стрельцов появились проповедники-старообрядцы, призывавшие к открытому теологическому диспуту с официальной церковью. Местом проведения дискуссии они выбрали Красную площадь, но в итоге встреча представителей «новой» и «старой» веры состоялась 5 июля 1682 года в Грановитой палате Кремля. Единственным результатом диспута стали взаимные обвинения в ереси. Сразу после встречи старообрядцы обратились к собравшимся горожанам с Лобного места и объявили о своей победе в споре. Правительство царевны Софьи не собиралось мириться с раскольниками, и в течение следующих нескольких дней стрельцы по её приказу арестовали наиболее активных проповедников-старообрядцев.

### Казни в петровское время
На протяжении большей части XVII века на Красной площади не приводились в исполнение смертные приговоры, однако в народной памяти любые знаковые события были связаны с Кремлём. Этим можно объяснить появление легенды о том, что Степана Разина казнили на Лобном месте, хотя в действительности приговор привели в исполнение на Болотной площади. В своих мемуарах городскую легенду пересказывал ганноверский резидент при русском дворе Фридрих Христиан Вебер, который посетил Россию в начале XVIII века.
Акции устрашения политических противников неоднократно проводились на Красной площади в правление Петра I. 4 марта 1697 году он приказал выставить на всеобщее обозрение останки Ивана Циклера, Алексея Соковнина и трёх других заговорщиков, казнённых в Преображенском селе после покушения на жизнь царя. У Лобного места был установлен новый деревянный столп с пятью спицами, на которые были нанизаны отрубленные головы. На столпе были закреплены металлические доски с текстом обвинительного приговора.
После Стрелецкого бунта 1698 года к смертной казни приговорили 799 стрельцов. Основные экзекуции прошли в Преображенском, однако часть заговорщиков была казнена на Красной площади. Только в один день 13 февраля 1699 года на эшафоте, установленном неподалёку от Лобного места, привели в исполнение 30 смертных приговоров. Головы казнённых и таблички с описанием преступления снова были оставлены на площади. Казни проводились только в южной части Красной площади, вероятно, поэтому очевидцы событий в качестве ориентира называли Лобное место. Это объясняет формирование стереотипа об использовании площадки в качестве эшафота.

### Период Российской империи
С переносом столицы из Москвы в Санкт-Петербург Красная площадь и Кремль утратили своё политическое значение. При этом столпы с обвинительными досками оставались на прежнем месте долгие годы. Только в 1727 году по указу Петра II старые орудия казней были демонтированы. С тех пор Красная площадь никогда более не использовалась для проведения экзекуций.
За последующие два столетия Лобное место реставрировалось по меньшей мере три раза. В 1753 году ремонтными работами руководил архитектор Дмитрий Ухтомский. В 1786 году реставрация велась под контролем архитектора Матвея Казакова. В конце XIX века были установлены чугунные ворота, выполненные по мотивам Золотой решетки Теремного дворца.
Московское купечество во главе с Зюзиным предлагало перестроить Лобное место в часовню с установкой в ней Шумаевского креста и торговых помещений под ней .
В 1900—1901 годах была проведена реставрация Лобного места, снята окружавшая его железная ограда.
Вплоть до революции 1917 года Лобное место оставалось знаковой территорией при совершении православных обрядов. Крестные ходы, двигаясь от Спасских ворот, останавливались у площадки. На Лобное место поднимался архиерей, чтобы совершить молебен и благословить прихожан.

### Советское и постсоветское время
С переносом в марте 1918 года столицы РСФСР в Москву, на Красной площади стали регулярно проводиться митинги и военные парады, во время которых Лобное место использовалось в качестве пьедестала для монументов. Известно, что к 1 мая 1919 года там была установлена деревянная скульптурная композиция «Разин с ватагой», выполненная Сергеем Конёнковым. На праздничном мероприятии присутствовал Владимир Ленин, после открытия монумента он произнёс с Лобного места короткую речь в память о Разине. Поскольку скульптура изначально проектировалась для экспозиции в Первом Пролетарском музее, её убрали с площади две недели спустя.
С 1928 по 1940 год на Лобном месте в дни государственных праздников устанавливали скульптурную группу «Интернациональная солидарность». Она создавалась в качестве временного оформления Красной площади, поэтому декораторы использовали недолговечные дешевые материалы, такие как фанера.
К Параду Победы 24 июня 1945 года на Лобном месте в окружении ваз с живыми цветами был установлен 26-метровый фонтан, увенчанный статуей рабочего и колхозницы. С 1965 года, когда День Победы был внесён в список государственных праздников, Лобное место используют для установки декоративного оформления площади.
Лобное место в период советской власти было связано с инцидентами. Так, 6 ноября 1942 года у Лобного места ефрейтор Савелий Дмитриев обстрелял из винтовки машину наркома внешней торговли СССР Анастаса Микояна. Во время инцидента ни нарком, ни сотрудники охраны не пострадали. Следствие установило, что ефрейтор Дмитриев действовал самостоятельно и не был связан с вражеской разведкой.
25 августа 1968 года на этом месте прошла мирная антивоенная акция, вошедшая в историю под названием «демонстрация семерых». Участники, представители московской и ленинградской интеллигенции: Константин Бабицкий, Лариса Богораз, Наталья Горбаневская, Вадим Делоне, Владимир Дремлюга, Павел Литвинов и Виктор Файнберг выражали протест против ввода войск ОВД в Чехословакию. Ровно в полдень митингующие сели на Лобном месте и развернули плакаты, написанные на русском и чешском языках: «За вашу и нашу свободу», «Да здравствует свободная и независимая Чехословакия» и другие. Через несколько минут находившиеся на Красной площади сотрудники КГБ и МООП арестовали митингующих. В действительности протестовало восемь человек. Поскольку восьмая участница 21-летняя студентка Татьяна Баева не держала транспарантов, ей удалось убедить следователей в непричастности к инциденту. Она была освобождена до суда.
25 августа 2013 г. на Красной площади у Лобного места группа из 12 человек развернула лозунг «За вашу и нашу свободу». Среди 12-ти была участница демонстрации 25 августа 1968 г. поэт и правозащитница Наталья Горбаневская и брат Вадима Делона, участника той же демонстрации. Всех, кроме Горбаневской, задержали, позже отпустили.
17 ноября 2013 года на Красной площади около Лобного места прошла серия мирных протестов, в которых в общей сложности участвовало восемь гражданских активистов. Все они были задержаны сотрудниками полиции.

## «Лобное место» в России
Традиция возведения Лобного места как христианского символа широко распространилась также на другие города России, за исключением Астрахани, где Лобное место непосредственно примыкает к кафедральному собору.
В петровском Петербурге так называли территорию у Сытного рынка, где проводились казни. В XVIII веке эшафот устанавливали за Кронверком, приблизительно на месте нынешнего Мьюзик-холла. В последний раз публичная казнь на этой площади состоялась 15 сентября 1764 года. Такую меру наказания определил суд по делу Василия Мировича, подпоручика Смоленского полка, который пытался освободить из Шлиссельбургской тюрьмы свергнутого наследника Иоанна Антоновича.
До середины XIX века в городе Петрозаводске, на окраине Петровской слободы (ныне сквер на улице Куйбышева), располагалось «лобное место» — эшафот, для приведения в исполнение публичных наказаний провинившихся мастеровых Пушечно-литейного завода. Известно, что в 1708 году на лобном месте публично «была учинена смертная казнь» трёх беглых мастеровых-оружейников. В течение XVIII—XIX веков здесь проводились публичные телесные наказания-экзекуции провинившихся работников завода. В 1850 году эшафот был демонтирован и на этом месте был открыт рынок для торговли сеном.